# Morti nel 1979/Febbraio
| Questa pagina contiene informazioni ricavate automaticamente dalle voci biografiche con l'ausilio del template Bio e di un bot. L'aggiornamento è periodico e automatico e ricostruisce completamente la pagina. Se manca una persona in questa lista, sei pregato di non aggiungerla, ma accertati piuttosto che la sua voce biografica contenga il template Bio e che i dati anagrafici siano correttamente compilati. Se il template Bio manca, inseriscilo tu stesso o, in alternativa, metti l'avviso {{tmp\|Bio}} che ne segnala la mancanza. Se i dati riportati sono sbagliati, correggi direttamente la voce biografica; le modifiche saranno visibili in questa lista entro pochi giorni. Per chiarimenti vedi il progetto biografie. La lista contiene solo le 80 persone che sono citate nell'enciclopedia e per le quali è stato implementato correttamente il template Bio. Pagina aggiornata al 3 mar 2024. |

- 1º febbraio - George Falcke, ginnasta danese (n. 1891)
- 1º febbraio - Mike Kealy, militare britannico (n. 1945)
- 1º febbraio - Abdi İpekçi, giornalista e attivista turco (n. 1929)
- 2 febbraio - Nikolaj Plotnikov, attore sovietico (n. 1897)
- 2 febbraio - Sid Vicious, bassista e cantante britannico (n. 1957)
- 3 febbraio - Joan Standing, attrice inglese (n. 1903)
- 4 febbraio - Imre Harangi, pugile ungherese (n. 1913)
- 5 febbraio - Odd Hoel, calciatore norvegese (n. 1909)
- 5 febbraio - Michael Rohde, calciatore danese (n. 1884)
- 5 febbraio - Grete Rosenberg, nuotatrice tedesca (n. 1896)
- 6 febbraio - Margaret Harwood, astronoma statunitense (n. 1885)
- 6 febbraio - Issa Aleksandrovič Pliev, generale sovietico (n. 1903)
- 7 febbraio - Franz Buxbaum, botanico austriaco (n. 1900)
- 7 febbraio - Cui Wei, attore e regista cinese (n. 1912)
- 7 febbraio - Billy Foulkes, calciatore gallese (n. 1926)
- 7 febbraio - Warren Giles, dirigente sportivo statunitense (n. 1896)
- 7 febbraio - Josef Mengele, medico, militare e criminale di guerra tedesco (n. 1911)
- 7 febbraio - Basso Ragni, pittore italiano (n. 1921)
- 7 febbraio - Charles Seeger, musicologo, compositore e docente statunitense (n. 1886)
- 8 febbraio - Carlo Ciocala, hockeista su pista e allenatore di hockey su pista italiano (n. 1910)
- 8 febbraio - Dennis Gabor, ingegnere, fisico e inventore ungherese (n. 1900)
- 8 febbraio - John Giles, criminale statunitense (n. 1895)
- 8 febbraio - Heinrich Klüver, psicologo tedesco (n. 1897)
- 8 febbraio - Marceau Lherminé, calciatore francese (n. 1910)
- 8 febbraio - František Nejedlý, calciatore cecoslovacco (n. 1907)
- 8 febbraio - Jaroslav Štumpf, calciatore e allenatore di calcio cecoslovacco (n. 1914)
- 8 febbraio - Nikolaj Semënovič Tichonov, scrittore sovietico (n. 1896)
- 9 febbraio - Allen Tate, poeta e critico letterario statunitense (n. 1899)
- 10 febbraio - Karl von Eberstein, generale tedesco (n. 1894)
- 10 febbraio - Edvard Kardelj, politico, economista e pubblicista jugoslavo (n. 1910)
- 10 febbraio - Roberto Narducci, architetto e ingegnere italiano (n. 1887)
- 11 febbraio - Thomas Bellamy, attore statunitense (n. 1906)
- 11 febbraio - Lowell Galloway, cestista e allenatore di pallacanestro statunitense (n. 1921)
- 11 febbraio - Gerald Lankester Harding, archeologo e linguista britannico (n. 1901)
- 11 febbraio - Luciano Jona, politico italiano (n. 1897)
- 11 febbraio - Belgrado Pedrini, partigiano, anarchico e scrittore italiano (n. 1913)
- 11 febbraio - Girolamo Piromalli, mafioso italiano (n. 1918)
- 12 febbraio - Lee Lin-Chiu, cantautore taiwanese (n. 1909)
- 12 febbraio - Jean Renoir, regista, sceneggiatore e scrittore francese (n. 1894)
- 14 febbraio - Rinaldo Settembrino, allenatore di calcio e calciatore italiano (n. 1927)
- 14 febbraio - Torkel Trædal, calciatore norvegese (n. 1892)
- 15 febbraio - Roy D'Amy, fumettista italiano (n. 1923)
- 15 febbraio - George Dunning, animatore canadese (n. 1920)
- 15 febbraio - Louise Lagrange, attrice francese (n. 1898)
- 15 febbraio - Reza Naji, generale iraniano (n. 1923)
- 15 febbraio - Nematollah Nassiri, generale e funzionario iraniano (n. 1910)
- 15 febbraio - Zbigniew Seifert, musicista polacco (n. 1946)
- 15 febbraio - Zdenka Ticharich, pianista, docente e compositrice ungherese (n. 1900)
- 16 febbraio - Louise Allbritton, attrice statunitense (n. 1920)
- 16 febbraio - Pedro Beltrán Espantoso, imprenditore, politico e diplomatico peruviano (n. 1897)
- 16 febbraio - Ugo D'Alessio, attore italiano (n. 1909)
- 16 febbraio - Manouchehr Khosrodad, generale iraniano (n. 1927)
- 16 febbraio - Mehdi Rahimi, generale iraniano (n. 1921)
- 16 febbraio - Henk Steeman, calciatore olandese (n. 1894)
- 16 febbraio - Åke Thelning, cavaliere svedese (n. 1892)
- 16 febbraio - Kristen Vadgaard, ginnasta danese (n. 1886)
- 17 febbraio - William Gargan, attore statunitense (n. 1905)
- 17 febbraio - Giuseppe Pulicari, militare italiano (n. 1933)
- 18 febbraio - Letterio Catapano, calciatore italiano (n. 1902)
- 18 febbraio - Gottardo Freschetti, scultore italiano (n. 1906)
- 18 febbraio - Giovanni Poli, regista teatrale italiano (n. 1917)
- 19 febbraio - Elmano Cardim, giornalista brasiliano (n. 1891)
- 19 febbraio - Moritz Jahn, scrittore e poeta tedesco (n. 1884)
- 19 febbraio - Leigh Jason, regista e sceneggiatore statunitense (n. 1904)
- 19 febbraio - Evert Lundquist, calciatore svedese (n. 1900)
- 20 febbraio - Leslie Walter Minter, calciatore inglese (n. 1892)
- 20 febbraio - Nereo Rocco, allenatore di calcio e calciatore italiano (n. 1912)
- 21 febbraio - Waldemar de Brito, calciatore brasiliano (n. 1913)
- 21 febbraio - Waldyr, calciatore brasiliano (n. 1912)
- 21 febbraio - Harry C. Schnur, poeta, traduttore e filologo classico tedesco (n. 1907)
- 23 febbraio - Attilio Marcora, calciatore italiano (n. 1899)
- 24 febbraio - Jan Otčenášek, scrittore, drammaturgo e sceneggiatore ceco (n. 1924)
- 25 febbraio - Henrich Focke, ingegnere aeronautico e imprenditore tedesco (n. 1890)
- 25 febbraio - Les Pugh, cestista statunitense (n. 1922)
- 26 febbraio - Pasquale Cecchi, politico italiano (n. 1893)
- 27 febbraio - Michail Semënovič Chozin, generale sovietico (n. 1896)
- 27 febbraio - John Seitz, direttore della fotografia statunitense (n. 1892)
- 28 febbraio - Paul Alverdes, scrittore tedesco (n. 1897)
- 28 febbraio - Aldo Giuseppe Borel, allenatore di calcio e calciatore italiano (n. 1912)
- 28 febbraio - Aristide Coscia, calciatore e allenatore di calcio italiano (n. 1918)